# 發熱性非溶血性輸血反應
發熱性非溶血性輸血反應（Febrile non-hemolytic transfusion reaction，FNHTR）是輸血反應中最常見的一種。在某些受血者在進行輸血時，會出現發燒但沒有溶血的情形。目前認為一般是因受血者的抗體直接攻擊捐贈者的白血球所導致。此類情形常發生於多次受血者，如地中海型貧血病人等。FNHTR也可能由血漿中積累的細胞激素誘發，因此使用存放越久的血品，發生此情形的機會越高。

## 診斷
FNHTR的診斷必須先排除其他疾病，例如潛在的感染、血品細菌汙染，或其他輸血反應（如急性溶血性輸血反應）等。典型症狀為發燒畏寒及寒顫、且患者必須符合以下條件：
1. 發燒，口溫需達38oC以上，且跟輸血前比較必須高達1oC以上。
2. 症狀在停止輸血後的4小時內緩解[3]

## 評估
英國血液安全監視系統（SHOT）對於此反應的嚴重程度進行分級：

### 輕度
體溫達38oC以上，且體溫變化於1-2oC之間，除此之外沒有其他症狀。

### 中度
體溫達39oC以上，或體溫變化達2oC以上。可能出現畏寒、肌痛，或噁心等症狀，致使輸血必須立即中斷。

### 重度
體溫達39oC以上，或體溫變化達2oC以上。可能出現畏寒、肌痛，或噁心等症狀，致使輸血必須立即中斷。且需要緊急醫療處置、住院，或延長住院等。

## 生理機轉
目前認為通常是因為受血者的抗體直接攻擊血品中的白血球及和HLA抗原所致。FNHTR與輸血相關急性肺損傷（transfusion-associated acute lung injury，TRALI）的機制正好相反：前者是受血者的抗體攻擊血品中的白血球，而後者則是血品中的抗體活化受血者的白血球，進而引至肺部損傷。此外，除了抗體攻擊白血球這個機制之外，血品中的細胞激素也可能會引發FNHTR。由於血品中的白血球在儲放過程中可能裂解，會將細胞內的細胞激素釋放至血品血漿中，因此存放越久的血品細胞激素含量越高，引發FNHTR的機會也越高。

## 處置及治療
當FNHTR發生時，必須立即停止輸血，並鑑別患者是否具有溶血或感染的症狀。實驗室檢測可進行抗人球蛋白測試，以檢測是否有發生溶血反應。可給予对乙酰氨基酚進行治療，且日後若要輸血時建議使用減白血品。
若症狀疑似FNHTR，但體溫上升不到一度，也需暫停輸血，並持續監測病人的生命徵象。若監測一段時間後無其他症狀，可以斟酌恢復輸血。

## 預防
使用減白血品能夠有效預防FNHTR。雖然臨床上常在輸血前給予退燒藥，但實際上並不能減少FNHTR的發生率，因此不建議進行。有部分證據顯示使用血小板添加液（platelet additive solutions）可以減少約0·17-0·5%的發生機率。